# Peja Stojaković
Predrag Stojaković (serbisch: Предраг Стојаковић, griechisch: Πρέντραγκ „Πέτζα“ Στογιάκοβιτς; * 9. Juni 1977 in Požega, Jugoslawien) ist ein ehemaliger serbisch-griechischer Basketballspieler, der zwischen 1992 und 2011 aktiv war, die meiste Zeit davon in der nordamerikanischen Profiliga NBA. Stojaković wurde in seiner Karriere unter anderem dreimal NBA All-Star und gilt als einer der besten Distanzschützen der Liga-Geschichte, mit insgesamt 1.760 verwandelten Dreipunktewürfen.

## Karriere

### PAOK (1994–1998)
Ab 1995 spielte Stojaković in der griechischen Liga für PAOK Thessaloniki. Um in europäischen Wettbewerben spielen zu dürfen, nahm er die griechische Staatsbürgerschaft an. Er spielte aber nie für die griechische Basketballnationalmannschaft. Obwohl er bereits 1996 im NBA-Draft an 14. Stelle von den Sacramento Kings ausgewählt wurde, blieb er bis 1998 bei PAOK. 1995 konnte Stojakovic mit PAOK den griechischen Pokal gewinnen. In der Saison 1995–96 erreichte er mit PAOK das Finale des European Cup, wo man dem Taugres aus Spanien unterlag. Zwei Jahre später schaffte PAOK es bis in die Finalserie der griechischen Meisterschaft, nachdem man Olympiakos Piräus im Halbfinale eliminiert hatte.

### Sacramento Kings (1998–2006)
Bei den Kings kam er in den ersten zwei Jahren von der Bank, erst ab 2000 war er als Starter gesetzt. Seitdem steigerte er sich kontinuierlich und wurde dreimal ins All-Star Team (2002–2004) berufen. Stojaković war ein ausgezeichneter Distanzschütze. 2001 wurde er Zweiter bei der Wahl zum NBA Most Improved Player (Spieler, der im Laufe einer Saison die beste Entwicklung genommen hat), nachdem er seine Punkteausbeute von 11,9 auf 20,4 Punkte pro Spiel gesteigert hatte.
In der Saison 2003/04 lastete auf ihm die Verantwortung, den verletzungsbedingt ausgefallenen Leistungsträger Chris Webber zu ersetzen. Stojaković meisterte diese Aufgabe souverän. Er erzielte mit 24,2 Punkten pro Spiel den zweitbesten Ligawert und wurde am Ende der Spielzeit Vierter bei der Wahl zum Most Valuable Player (MVP). Er gewann zudem im Rahmen des All-Star-Games den Three-Point Shootout, als er 20 von 25 Dreipunktewürfen traf. Stojaković scheute in Sacramento die Presse und lebt eher zurückgezogen. Als Anerkennung für seine Leistungen zogen die Kings am 16. Dezember 2014 seine Trikotnummer 16 zurück, die seitdem an keinen Spieler mehr vergeben wird.

### Indiana Pacers (2006)
Im Jahre 2005/06 wechselte er im Tausch gegen Ron Artest zu den Indiana Pacers. Er blieb bis zum Ende der Saison bei den Pacers, wo er 19,5 Punkte im Schnitt erzielte.

### New Orleans Hornets (2006–2010)
Stojaković unterschrieb 2006 einen Vertrag bei den New Orleans Hornets (damals New Orleans/Oklahoma City Hornets). Im November 2006 stellte Peja einen neuen persönlichen Rekord auf: Er verwertete insgesamt 15 Würfe bei 22 Wurfversuchen und erzielte somit in einem Spiel 42 Punkte. Anders als während seiner Zeit in Sacramento, war Stojaković bei den Hornets nicht mehr der Star der Mannschaft und seine Statistiken gingen langsam zurück. In seinem letzten Jahr für die Hornets erzielte er 12,6 Punkte im Schnitt.

### Toronto Raptors (2010–2011)
Am 20. November 2010 wurde Stojaković an die Toronto Raptors abgegeben. Aufgrund einer Knieverletzung kam er nur zweimal zum Einsatz und wurde am 20. Januar 2011 von der Mannschaft entlassen.

### Dallas Mavericks (2011)
Im Januar 2011 unterzeichnete Stojaković einen Vertrag bei den Dallas Mavericks, nachdem diese Alexis Ajinça an die Raptors abgegeben hatten. Mit den Mavericks gewann Stojaković 2011 die NBA-Meisterschaft. Nach der Saison beendete er seine Laufbahn. In seiner NBA-Karriere verwandelte Stojaković insgesamt 1.760 Dreipunktewürfe.

### International
Mit der Nationalmannschaft der Bundesrepublik Jugoslawien gewann er 2002 die Basketball-Weltmeisterschaft sowie im Jahr 2001 die Europameisterschaft, bei der er außerdem zum besten Spieler des Turniers gewählt wurde.

## Nach der Spielerlaufbahn
Nach seiner Spielerkarriere wurde Stojakovic bei den Sacramento Kings Direktor für Spielerentwicklung und Manager der Ausbildungsmannschaft Sacramentos, der Reno Bighorns (später Stockton Kings). Zu seinen Aufgaben gehörten unter anderem die Sichtung und Beobachtung von Talenten in den USA und im Ausland. Im Mai 2018 wechselte er bei den Kings ins Amt des Assistenten von Manager Vlade Divac.

## Sonstiges
Am 16. Dezember 2014 erklärten die Sacramento Kings, dass Stojakovićs Rückennummer 16 nicht mehr an andere Spieler vergeben wird.